# Isle Royale National Park
Isle Royale National Park er en nationalpark i delstaten Michigan, USA. Parken blev etableret 3. april 1940, og er på 2.313 km². De vigtigste naturattraktioner i parken er selve det uberørte landskab på øen Isle Royale, bestandene af elsdyr og ulv og forholdet mellem disse. 
Isle Royale er den største ø i Lake Superior og er over 72 km lang og 14 km bred på sit bredeste. Parken består af Isle Royale og flere end 200 små omliggende øer, samt alt undersøisk land indenfor en rækkevidde af 7,2 km af de omliggende øer. Det er i amerikansk målestok en lille nationalpark, og af det samlede areal er kun 542 km² landareal. 
Dyrelivet på øerne omfatter ulv, elg, ræv, bæver og sneskohare (Lepus americanus). Øen og parken er internationalt kendt som studieobjekt for bestandsdynamik i forholdet mellem predator og byttedyr, ulv og elg.
Nationalparken blev etableret 3. april 1940, den blev i sin helhed yderligere fredet som Wilderness area i 1976, og blev udpeget som et internationalt biosfærereservat i 1980. I fremtiden vil parken grænse op til det canadiske naturbeskyttelsesområde Cadandian Lake Superior National Marine Conservation Area.
Der findes ingen veje på øen, og motoriserede køretøjer er også forbudt. Der er to turistanlæg på øen, Windigo og Rock Harbor, som har bådforbindelse med henholdsvis Minnesota og Michigan, og i alt er der 265 anlagte turstier, hvor den længste sti, Greenstone Ridge Trail, går  hele øen på langs. Den isolerede beliggenhed medfører at parken har færre besøgende på et år end hvad Yellowstone National Park sædvanligvis har på en dag. Parken er lukket fra september til maj; i denne tid er det kun naturforskere som har adgang.